# Phalaenopsis aphrodite
Phalaenopsis aphrodite là một loài lan được tìm thấy ở đông nam Đài Loan to Philippines.

## Hình ảnh

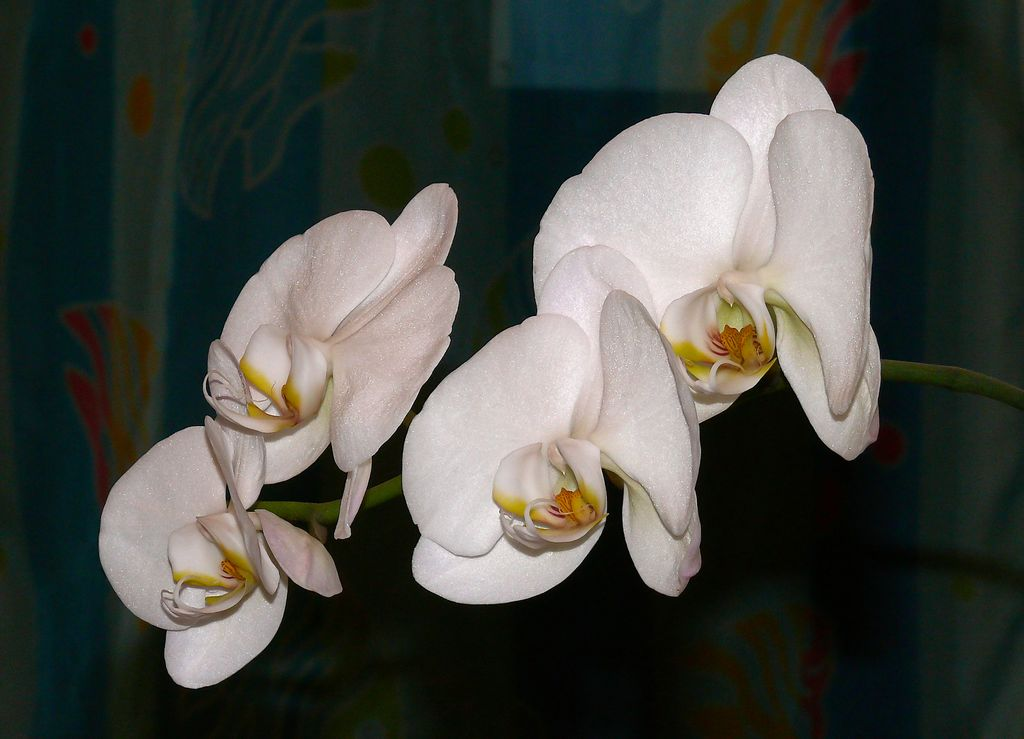
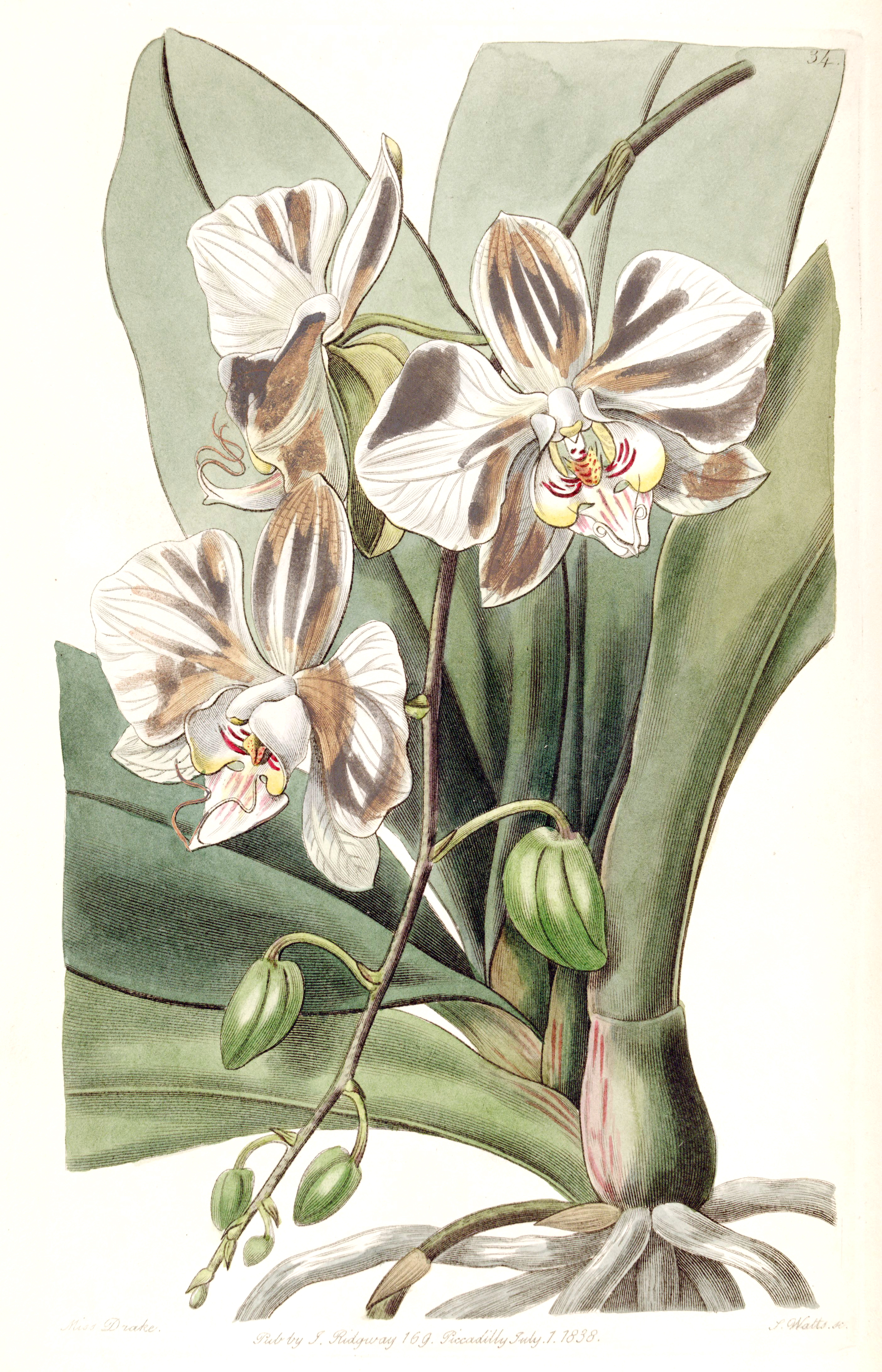
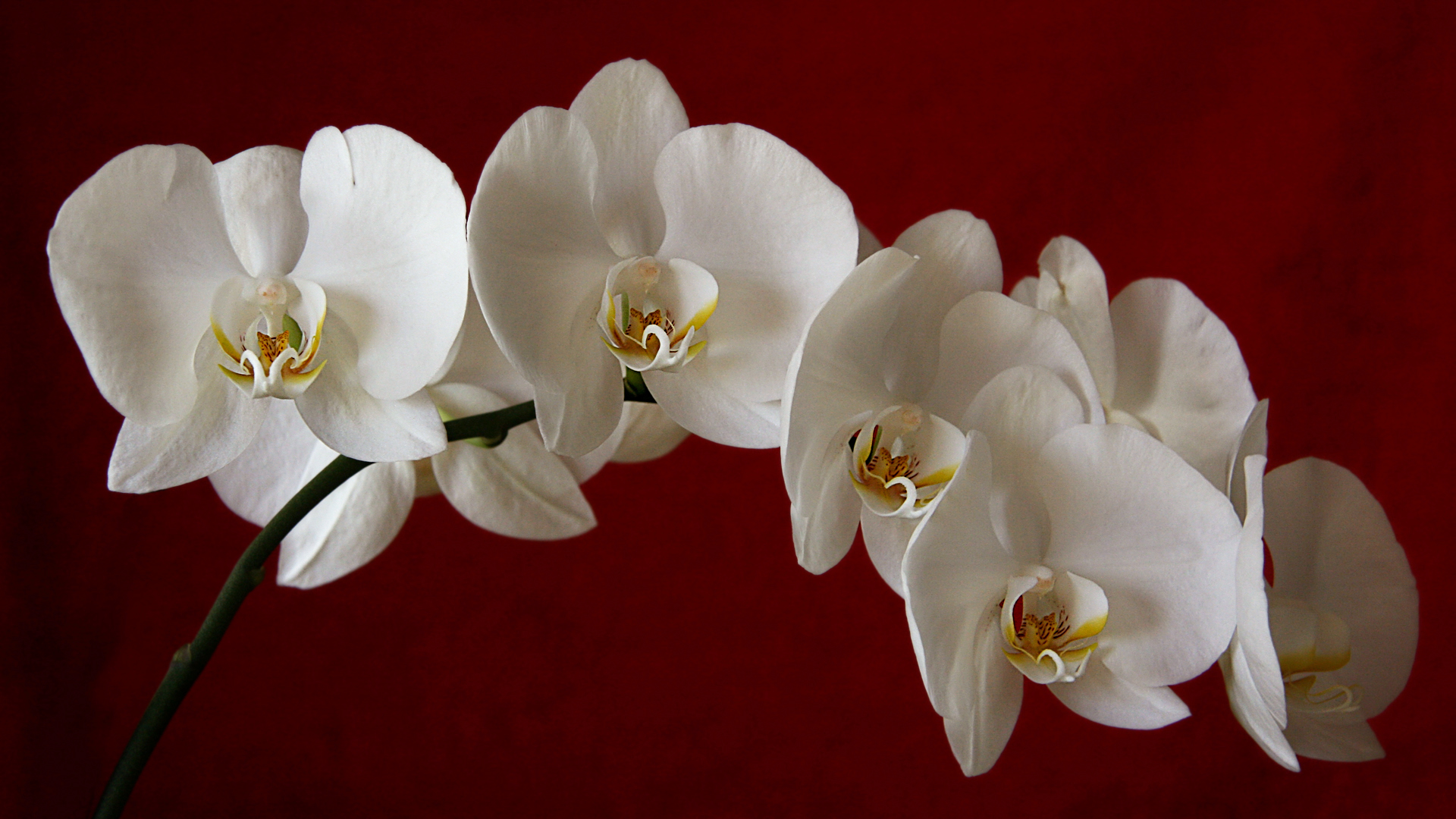